# Casti connubii
A Casti connubii XI. Piusz pápa 1930. december 31-én kiadott enciklikája a keresztény házasságról. A bevezetés megállapítja, hogy a házasság isteni alkotás. Az ember szabadsága a házassággal kapcsolatban csak annak kinyilvánítására korlátozódik, hogy a felek valóban házasságot kívánnak-e kötni egy meghatározott személlyel vagy sem.

## Tartalma
A Casti connubii három tartalmi részre bontható.

### A házasság javai
Az első rész a házasság javait sorolja fel. Ezek: a gyermekek (a házasság elsődleges célja a gyermekek nemzése és felnevelése), a hitvesi hűség (amely kizárja a házasságon kívüli nemi érintkezést), a szentségi kegyelem (amely a házasságot felbonthatatlanná teszi).

### Tévedések és visszaélések a házasságban
A második rész a házassággal kapcsolatos tévedéseket és visszaéléseket foglalja össze. Ünnepélyesen kárhoztatja a házassági jogának olyan használatát, amely azt a gyermeknemzés természetes hatásától megfosztja. Elítéli a szabadosságot, azaz a házasságon kívüli nemi életet. Míg ezek a természet törvénye ellen valók, addig a házasság szentségi voltát sérti a válás, a polgári és vegyes házasság. A női emancipáció kérdését érintve megállapítja, hogy bár a férfi a feje a családnak, lehetséges jogegyenlőség a családban, sőt a társadalmi életben is, figyelemmel azonban arra, hogy a nőnek elsődleges hivatása a családdal kapcsolatos.

### A keresztény házasság felújítása
A harmadik rész a keresztény házasság felújításának a programját rajzolja meg. A legfontosabb a mély vallásosság, a katolikus egyház iránti engedelmesség, a keresztény és biológiai nevelés, a házasságra való előkészület, az egyéni választás és a társadalmi gondoskodás.
A családapáknak olyan bért kell adni, hogy abból a maguk, a feleségük és gyermekeik tisztességes eltartásáról gondoskodhassanak. Ha ez nem lehetséges, a gazdagok jótékonykodjanak, ha ez is elégtelennek bizonyul, az államnak kell segítenie.

## Továbbélése
Az enciklikában lefektetett elvek közül az utóbbi időben éles viták bontakoztak ki a katolikus egyházon belül. E viták eredményeképpen a II. vatikáni zsinat már nem tesz különbséget a házasság elsődleges és másodlagos célja (a gyermekek nemzése, nevelése és a házastársi aktus) között. A házasságot olyan szeretetközösségnek fogja fel, amelynek természetes gyümölcse a gyermek. A születésszabályozás kérdésében azonban a hivatalos álláspont lényegében nem változott. Lásd. Humanae vitae.